# Loud and Clear
Loud and Clear è il terzo album in studio della hair metal band statunitense Autograph pubblicato nel 1987 per l'Etichetta discografica RCA Records. Per la prima volta, non compaiono canzoni scritte solo da Steve Plunkett e le tracce sono generalmente scritte da alcuni o tutti i membri. Questa lavoro è l'ultimo pubblicato con la formazione originale prima dello scioglimento e, sebbene non abbia ottenuto un grande successo a causa delle condizioni generali del gruppo, si presenta qualitativamente e musicalmente migliore rispetto ai due precedenti dischi.

## Il disco
"Loud and Clear", title track che apre l'album, è una potente e slanciata canzone con il compito di presentare tutta l'energia che la band voleva comunicare. Non mancano trascinanti party-songs come "Down 'n Dirty" e "When the Sun Goes Down" e melodiche ballad quali "Everytime I Dream" e "More Than a Million Times". "She Never Looked That Good for Me" sarebbe dovuta essere il singolo estratto dall'album, ma che infine non fu pubblicato. Durante il corso di tutto il disco, si può notare come la composizione dei brani sia diventata più articolata rispetto ai lavori precedenti, con giri armonici più complessi e parti più approfondite.

## Tracce
1. Loud and Clear – 3:41 (Steve Plunkett, Randy Rand, Steven Isham, Steve Lynch, Keni Richards)
2. Dance All Night – 4:31 (Steve Plunkett, Randy Rand, Steven Isham, Steve Lynch, Keni Richards)
3. She Never Looked That Good for Me – 3:36 (Steve Plunkett, Steven Isham, Douglas Foxworthy)
4. Bad Boy – 4:10 (Steve Plunkett, Randy Rand, Steven Isham, Steve Lynch, Keni Richards)
5. Everytime I Dream – 4:54 (Steve Plunkett, John Dexter)
6. She's a Tease – 3:38 (Steve Plunkett, Randy Rand, Steven Isham, Steve Lynch, Keni Richards)
7. Just Got Back from Heaven – 4:22 (Steve Plunkett, Steven Isham, Douglas Foxworthy)
8. Down 'n Dirty – 3:18 (Steve Plunkett, Randy Rand, Steven Isham, Steve Lynch, Keni Richards)
9. More Than a Million Times – 6:00 (Steve Plunkett, Steven Isham, Keni Richards)
10. When the Sun Goes Down – 4:16 (Steve Plunkett, Randy Rand, Steven Isham, Steve Lynch, Keni Richards)

## Formazione
- Steve Plunkett - voce, chitarra ritmica
- Steve Lynch - chitarra solista
- Randy Rand - basso, cori
- Keni Richards - batteria
- Steven Isham - tastiere, cori

### Personale tecnico
- Andy Johns - produzione, missaggio
- Stephen Marcussen - masterizzazione